# Waterschap Noord- en Zuid-Beveland
Het Waterschap Noord- en Zuid Beveland was een fusiewaterschap in de Nederlandse provincie Zeeland. Het omvatte de eilanden Noord-Beveland en Zuid-Beveland.
Het waterschap was op 1 januari 1980 ontstaan uit :
- het Waterschap Noord-Beveland, 7906 ha
- de Brede Watering van Zuid-Beveland, 35715 ha

De volgende polders waren lang zelfstandig gebleven en werden pas later aan het Waterschap Noord- en Zuid-Beveland toegevoegd:
| Zelfstandige Polders | Opp.   | Jaar van samenvoeging | Bijzonderheden |
| -------------------- | ------ | --------------------- | --- |
| Paviljoenpolder      | 600 ha | 1982                  | Pas tussen 1968 en 1971 bedijkt.                                                                                          |
| Calandpolder         | 75 ha  | 1988                  | Pas in 1955 herdijkt. Werd ook geclaimd door het Waterschap Walcheren.                                                    |
| Tweede Sloepolder    | 160 ha | 1992                  | Pas in 1962 bedijkt. Heeft lang buiten het beheer van waterschappen gelegen; werd beheerd door het Havenschap Vlissingen. |
| Damespolder          | 210 ha | 1993                  | Interprovinciaal waterschap                                                                                               |
| Hogerwaardpolder     | 229 ha | 1993                  | Interprovinciaal waterschap                                                                                               |

In 1996 ging dit waterschap op in het Waterschap Zeeuwse Eilanden.

## Dijkgraven
In haar 17-jarig bestaan kende het Waterschap Noord- en Zuid-Beveland de volgende twee dijkgraven:
| Naam                        | Ambtsperiode                       | Bijzonderheden                                                              |
| --------------------------- | ---------------------------------- | --------------------------------------------------------------------------- |
| G.J. de Jager (1923 - 2012) | 1 januari 1980 - 26 oktober 1988   | Was van 1977 t/m 1979 al dijkgraaf van de Brede Watering van Zuid-Beveland. |
| ir. P.J. Gruijters (1934)   | 1 november 1988 - 31 december 1996 |                                                                             |